# Abba Saul ben Batnit
Abba Saul ben Batnit in ebraico אבא שאול בן בטנית‎?, "Abba Shaul ben Batnit" (Gerusalemme, ... – ...; fl. I secolo) è stato un saggio ebreo Tanna, dell'ultimo periodo del Secondo Tempio di Gerusalemme, due generazioni circa prima della sua distruzione.
Era sua abitudine ascoltare le domande del pubblico ebraico sulle Responsa e rispondere sui temi della Halakhah mentre lavorava come droghiere. In questo suo lavoro divenne noto per essere rigoroso nel non accettare bottini di guerra e far risparmiare soldi ai suoi concittadini, donando fra l'altro una notevole quantità di olio alla sua gente al fine di ricusare eventuali sospetti in merito allo sfruttamento pubblico.
Nel Talmud babilonese (Trattato Pesahim) si cita che Abba Saul pronunciasse una critica contro le famiglie dei Sommi Sacerdoti (Kohen Gadol) del Tempio di Gerusalemme, che venivano identificati coi Sadducei e famiglie e che erano in carica in quel periodo del Secondo Tempio:
(Talmud babilonese, Trattato Pesahim, 57a.)